# Amalocichla sclateriana
Amalocichla sclateriana là một loài chim trong họ Petroicidae.